# Etgar Keret
Etgar Keret (Ramat Gan, 1967. augusztus 20. –) izraeli író, aki novelláiról, képregényeiről, valamint filmes és televíziós forgatókönyveiről ismert.

## Magánélete

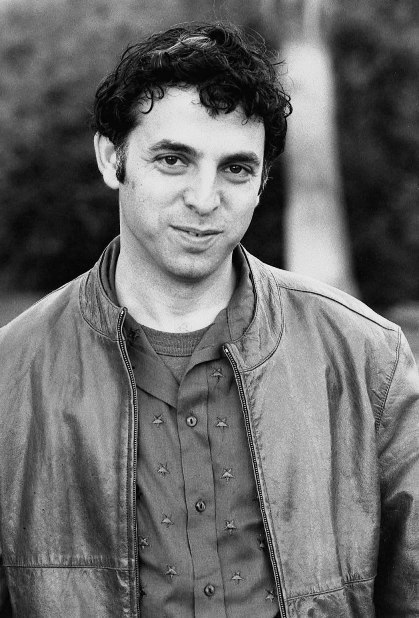
Etgar Keret 2005-ben

Keret Ramat Ganban, Izraelben született 1967-ben. A holokausztot túlélő szülők harmadik gyermeke. Mindkét szülője lengyel származású. Tanulmányait az Ohel Shem középiskolában, valamint a Tel Aviv Egyetem kiemelkedő hallgatóinak Adi Lautman interdiszciplináris programjában végezte. Tel-Avivban él feleségével, Shira Geffennel és fiukkal, Lev-vel. A Beér-Seva-i Ben-Gurion University of the Negev és a Tel Aviv Egyetem oktatója. Kettős izraeli és lengyel állampolgársággal rendelkezik.

## Irodalmi karrier
Keret első publikált munkája a Pipelines (Csővezetékek, Tzinorot, 1992) volt, egy novellagyűjtemény, amelyet megjelenésekor nagyrészt figyelmen kívül hagytak. Második könyve, a Missing Kissinger (Kissinger hiányzik, Ga'agu'ai le-Kissinger, 1994), amely ötven rövid történetet tartalmaz, felkeltette a nagyközönség figyelmét. A modern izraeli társadalom paradoxonjait feldolgozó "Szirén" című novella szerepel az izraeli irodalmi érettségi vizsga tananyagában.
Keret számos képregényt írt társszerzőként, köztük a Nobody Said It Was Going to Be Fun (Senki sem mondta, hogy szórakoztató lesz, Lo banu leihanot, 1996) Rutu Modan rajzaival és a Streets of Fury (A düh útjai, Simtaot Haza'am, 1997) Asaf Hanuka illusztrációival. 1999-ben öt történetét lefordították angolra, és Jetlag közös címmel "rajzos novellákban" dolgozták fel. Illusztrátora az Actus Tragicus kollektíva öt tagja volt.
1998-ban Keret kiadta a Kneller's Happy Campers (Kneller boldog táborozói, Hakaytana Shel Kneller) című novellagyűjteményét. A címadó történet, a gyűjtemény leghosszabb része, egy fiatal férfit követ, aki öngyilkos lesz, és a túlvilágon keresi a szerelmet. Keret a The Bus Driver Who Wanted To Be God & Other Stories (A buszsofőr, aki Isten akart lenni és más történetek, 2004) című angol nyelvű gyűjteményében szerepel, és a Pizzeria Kamikaze (2006) című képregénybe adaptálták, Asaf Hanuka illusztrációival. Legújabb novellagyűjteményei az Anihu (אניהו, szó szerint: Én-vagyok-ő, 2002; Cheap Moon, Olcsó Holdnak fordítva, a gyűjtemény egyik története után) és a Pitom Defikah Ba-delet (angolra fordítva: Hirtelen kopogás az ajtón).
Keret írt egy gyerekkönyvet is, Dad Runs Away with the Circus (Apa elszalad a cirkusszal, 2004), amelyet Rutu Modan illusztrált.
Néhány művét a "Bimah Hadashah" (Új Színpad) héber nyelvű weboldalon teszi közzé.
2019-es, angolul Fly Already (Repülj már, szó szerint Glitch at the Edge of the Galaxy) című könyve elnyerte Izrael tekintélyes irodalmi Sapir-díját. A díj tartalmazza a nyertes könyv fizetett fordítását a szerző által választott bármely nyelvre, Keret pedig a jiddis választásával kapott némi figyelmet. Ez volt az első alkalom, hogy egy szerző ezt a nyelvet választotta a díj 20 éves történetében.

## Egyéb média
Keret izraeli televízióban és filmben dolgozott, köztük három évadot íróként a népszerű The Cameri Quintet szkeccsműsorban. Ő írta a 2001-es Aball'e című tévéfilm történetét is Shmil Ben Ari főszereplésével.
2006-ban a Sundance Filmfesztiválon mutatták be a Wristcutters: A Love Story című sötét vígjátékot/szerelmes történetet, amely Kneller's Happy Campers (Kneller boldog táborozói) című novelláján alapul. A történetet Goran Dukić rendező adaptálta filmbe Patrick Fugit, Shannyn Sossamon, Tom Waits és Will Arnett főszereplésével.
Etgar és felesége, Shira rendezték a 2007-es Jellyfish című filmet, amely Shira története alapján készült.
A $9.99 stop-motion animációs játékfilm 2009-ben jelent meg. Írta: Keret és rendezte Tatia Rosenthal, ez egy izraeli/ausztrál koprodukció, Geoffrey Rush, Anthony LaPaglia és más vezető ausztrál színészek hangján.
2010-ben egy kisjátékfilmet mutattak be Keret történetéből. Az An Exclusive novellát a fiatal lengyel rendező, Krzysztof Szot adaptált és rendezett. A Wyłączność (Exkluzív) néven is ismert filmet a 2010-es Cannes-i Filmfesztiválon mutatták be a Short Film Corner szekcióban.
Keret munkái gyakran szerepelnek az Országos Közszolgálati Rádió This American Life című műsorában, amely nyolc történetét olvasta fel.
2011 októberében a Selected Shorts című közrádióműsor egy egész műsort szentelt Keret történetei élőben történő felolvasásának, köztük a „Suddenly a Knock at the Door”, a „Halibut”, a „Lieland” és a „Fatso”. Több történetet maga Keret mutatott be.
2012 augusztusában az Etgar Keret "Crazy Glue" című novellája alapján készült Glue (Ragasztó) című rövidfilm részt vett a Rhode Island-i Nemzetközi Filmfesztiválon.
2013 májusában a Cannes-i Filmfesztiválon bemutatták a LieLand című rövidfilmet, amelyet Silvia Grossmann brazil/amerikai filmrendező adaptált és rendezett.
2017-ben Parallel Universes (Párhuzamos univerzumok) című novelláját Liran Nathan brit-izraeli színész dolgozta fel egy kisfilmbe. A filmet számos nemzetközi filmfesztiválon vetítették, köztük a Newport Beach Filmfesztiválon és a Brit Urban Film Festivalon.

## Írói stílusa

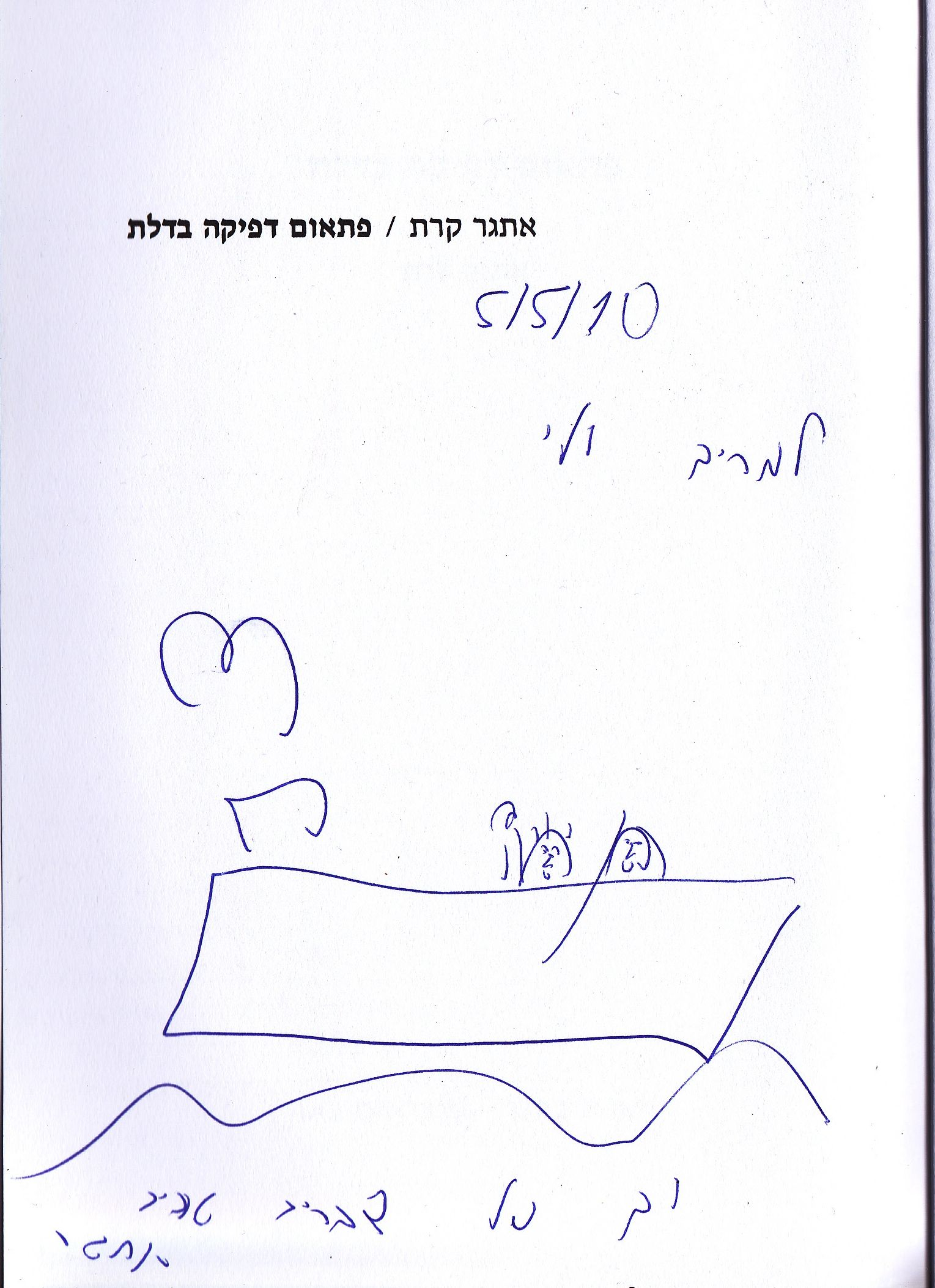
Autogram Keret könyvéhez, írókonferencia, Jeruzsálem, 2010

Keret írásstílusa karcsú, hétköznapi nyelvezetet, szlenget és dialektust használ. Munkássága nemzedékének számos írójára volt hatással, valamint a 90-es évek második felében újból megugrott Izraelben a novellaforma népszerűsége.
Ghil'ad Zuckermann nyelvész szerint Etgar Keretet Menaḥem Zevi Kaddari nyelvész kritizálta, mert „vékony nyelvet” használ – Shmuel Yosef Agnonnal szemben. Zuckermann védelmébe veszi, és azzal érvel, hogy „Kaddari úgy hasonlítja Keretet Agnonhoz, mintha ugyanazon nyelv két különböző regiszterébe írnának", míg "Keret valójában egy másik nyelven ír. Míg Agnon (Misnai) héberül próbál írni, amely nyilvánvalóan nem az anyanyelve (jiddis), addig Keret hitelesen ír izraeli anyanyelvén." Zuckermann példát mutat: amikor Agnon 1944-ben azt írta, ishtó méta alàv, szó szerint: "a felesége meghalt/halál rajta" azt jelentette, hogy "özvegy lett". Amikor Keret mondja ezt, az azt jelenti, hogy "a felesége nagyon szereti".

## Díjai
Megkapta a miniszterelnöki irodalmi kitüntetést, valamint a Kulturális Minisztérium filmművészeti díját. 2006-ban a tekintélyes Israel Cultural Excellence Foundation kiemelkedő művészévé választották.
1993-ban első díjat nyert az akkói Alternatív Színházi Fesztiválon az Entebbe: A Musical-ért, amelyet Jonathan Bar Giorával írt.
A Malka Lev Adom (Skin Deep, 1996) című rövidfilm, amelyet Keret írt és rendezett Ran Tallal, elnyerte az Izraeli Filmakadémia díját és első helyezést a müncheni filmiskolák fesztiválján. A Jellyfish című film, amely Keret és felesége közös vállalkozása, megkapta az Arany Kamera díjat a 2007-es cannes-i fesztiválon. A Missing Kissinger nyerte a 2008-as JQ Wingate-díjat.
Szerepelt a 2010-es Neustadt Nemzetközi Irodalmi Díj zsűrijében.
2010-ben megkapta a francia Ordre des Arts et des Lettres Chevalier (lovag) érmét.
2016-ban megkapta a Charles Bronfman-díjat.
Megkapta a 2018-as Sapir-díjat az irodalmiért Takalah be-Katzeh ha-Galaksiya, "Hiba a galaxis szélén" című novellagyűjteményéért, amelynek angol fordítása a Fly Already, és a 2019-es Országos Zsidó Könyvdíjat szépirodalomért. Ez a könyv 2020-ban bolgár fordításban is megjelent.

## Befolyások
- Slaughterhouse-Five by Kurt Vonnegut
- The Metamorphosis by Franz Kafka
- The Sound and the Fury(wd) by William Faulkner
- Miller's Crossing by the Coen brothers
- Twelve Monkeys by Terry Gilliam[3]

## Kritika
Todd McEwen az Eltűnt Kissingerről írt recenziója úgy írja le Etgar Keret helyszínét, mint "férfi zavartság, magány, tévedés, bömbölés és mindenekelőtt a pangás. Narrátora dühös férfias vágyakozás csapdájába esik, amelyet szörnyű látni a világ valódi lehetőségeivel és örömeivel való önkielégítésben." Keret "nem valami stylist – az a benyomásod, hogy minden reggel a buszon három-négy történetet kidob", és "vad, feketén ötletes darabok...lehet, hogy inkább egy őrült tudós álmodta meg, mint egy író.”

## Művei

### Novella
Gyűjtemények
- The Bus Driver Who Wanted to Be God & Other Stories, New York: Toby Press, 2004, ISBN 1-59264-105-9 (paperback).

Includes "Kneller's Happy Campers" and other stories.
- Gaza Blues with Samir El-Youssef, London: David Paul, 2004, ISBN 0-9540542-4-5.

15 short stories by Keret and a novella by El-Youssef.
- The Nimrod Flipout, Farrar, Straus and Giroux, 2006, ISBN 0-374-22243-6 (papírkötésben).

Selections from Keret's four short-story collections.
- Missing Kissinger, Vintage Books, 2008, ISBN 0-09-949816-2 (paperback).
- The Girl On The Fridge, Farrar, Straus and Giroux, 2008, ISBN 0-374-53105-6 (papírkötésben).

Includes "Crazy Glue" and other short stories from Keret's first collections.
- Four Stories, Syracuse University Press, 2010, ISBN 0-8156-8156-9 (paperback).
- A Moonless Night (Am Oved Publishers Ltdd., 2010) with Shira Geffen and David Polonsky(wd)
- Suddenly, a Knock on the Door, Farrar, Straus and Giroux, 2012, ISBN 978-0-374-53333-5 (papírkötésben).
- Fly Already, Granta Books, 2019, ISBN 978-1783780495 [24]

Elbeszélések
| Title            | Year | First published                                                        | Reprinted/collected |
| ---------------- | ---- | ---------------------------------------------------------------------- | ------------------- |
| Creative writing | 2012 | Keret, Etgar. Creative writing. New York: Condé Nast (2012. január 2.) |                     |
| Mitzvah          | 2022 | Keret, Etgar. Mitzvah. New York: Condé Nast (2022. június 20.)         |                     |

### Képregények
- Jetlag, Tel Aviv, Actus Tragicus, 1998; Top Shelf Productions, 1999, ISBN 965-90221-0-7.
- Pizzeria Kamikaze, illustrated by Asaf Hanuka, Alternative Comics, 2005, ISBN 1-891867-90-3.

### Gyermekkönyv
- Dad Runs Away With The Circus, Cambridge, MA: Candlewick Press, 2004, ISBN 0-7636-2247-8.

### Emlékirat
- The Seven Good Years: A Memoir. New York: Riverhead Books (2015)

### Mini Sorozat
- The Middleman.[25] 2020

### Magyarul
- Boldog boldogultak (Hakéjtáná sel Kneller) – Libri, Budapest, 2015 · ISBN 9789633105023 · Fordította: Borgula András
- Hét bő esztendő (The Seven Good Years) – Jelenkor, Budapest, 2017 · ISBN 978-963-676-612-2 · Fordította: Simon Márton
- 19,99! (A Missing Kissinger és a Pipelines című kötetek alapján) – Gólem Színház Egyesület, Budapest, 2009 · ISBN 9789630667432 · Fordította: Borgula András, Pásti-Kovács Nóra
- Az icipici királyság (Hamaimlakah haqṭanṭanaih) – Lauder Javne Zsidó Közösségi Iskola, Budapest, 2021 (Szipurka könyvek) · ISBN 978-963-88432-7-2 · Fordította: Komoróczy Szonja Ráhel
- A kócos macskaemberkölyök és más mesék; ford. Demény Eszter, Komoróczy Szonja, Szabó T. Anna; Pagony, Budapest, 2024

## Fordítás
- Ez a szócikk részben vagy egészben  az   Etgar Keret című angol Wikipédia-szócikk fordításán alapul.  Az eredeti cikk szerkesztőit annak laptörténete sorolja fel. Ez a jelzés csupán a megfogalmazás eredetét és a szerzői jogokat jelzi, nem szolgál a cikkben szereplő információk forrásmegjelöléseként.